# Aÿ-Champagne
Aÿ-Champagne – gmina we Francji, w regionie Grand Est, w departamencie Marna. W 2013 roku liczba ludności wynosiła 5841 mieszkańców.
Gmina została utworzona 1 stycznia 2016 roku z połączenia trzech ówczesnych gmin: Aÿ, Bisseuil oraz Mareuil-sur-Ay. Siedzibą gminy została miejscowość Ay.